# Taumacera deusta
Taumacera deusta is een keversoort uit de familie bladkevers (Chrysomelidae). De wetenschappelijke naam van de soort werd in 1814 gepubliceerd door Thunberg.